# Championnats de Tunisie d'athlétisme 2004
Navigation
2003 2005
Les championnats de Tunisie d'athlétisme 2004 sont une compétition tunisienne d'athlétisme se disputant en 2004. 
Cette édition est marquée par les performances des jeunes. En effet pas moins de dix épreuves sont remportées par des athlètes de la catégorie juniors, à l'instar de Khedija Jallouz qui bat le record du lancer du marteau dans sa catégorie, de Imed Ameur, Nahed Abid, etc. Ridha Ghali remporte trois titres (200 m, 400 m et relais 4 × 100 mètres).
Au niveau des équipes, le Club sportif de la Garde nationale domine les épreuves chez les hommes, avec huit titres, devant l'Association sportive militaire de Tunis (cinq), le Club d'athlétisme de Gabès (trois) et la Zitouna Sports (deux), alors que chez les femmes, l'Athletic Club de Nabeul obtient six titres, suivi du Club sportif sfaxien (trois) et de la Zitouna Sports (deux).
Le Club sportif de la Garde nationale remporte le championnat avec neuf titres.

## Palmarès
| Discipline             | Hommes                             | Hommes          | Femmes                  | Femmes         |
| ---------------------- | ---------------------------------- | --------------- | ----------------------- | -------------- |
| 100 m                  | Mansour Noubigh                    | 10 s 20         | Nahed Abid              | 12 s 9         |
| 200 m                  | Ridha Ghali                        | 21 s 33         | Maha Chaouachi          | 24 s 7         |
| 400 m                  | Ridha Ghali                        | 47 s 10         | Sana Najeh              | 57 s 6         |
| 800 m                  | Taoufik Turki                      | 1 min 52 s 65   | Abir Nakhli             | 2 min 8 s 81   |
| 1 500 m                | Lakhdar Hachani                    | 3 min 47 s 90   | Amel Tlili              | 4 min 23 s 06  |
| 5 000 m                | Lakhdar Hachani                    | 14 min 19 s 8   | Habiba Ghribi           | 17 min 0 s 2   |
| 10 000 m               | Jamel Hamdi                        | 30 min 21 s 54  | Zohra Sliman            | 38 min 18 s 4  |
| 100 m haies            |                                    |                 | Housseina Dridi         | 14 s 36        |
| 110 m haies            | Hamdi Mhirsi                       | 14 s            |                         |                |
| 400 m haies            | Kamel Tabbel                       | 51 s 48         | Aïda Chaâban            | 60 s 81        |
| 3 000 m steeple        | Imed Zaïdi                         | 8 min 37 s 4    | Malika Ghariani         | 11 min 22 s 35 |
| Relais 4 × 100 mètres  | Club d'athlétisme de Gabès         | 43 s 33         | Athletic Club de Nabeul | 49 s 74        |
| Relais 4 × 400 mètres  | Club sportif de la Garde nationale | 3 min 19 s 86   | Club sportif sfaxien    | 4 min 0 s 1    |
| Saut en longueur       | Sofiane Lagha                      | 7,40 m          | Najoua Methlouthi       | 6,03 m         |
| Triple saut            | Mohamed Gomri                      | 15,57 m         | Najoua Methlouthi       | 12,99 m        |
| Saut en hauteur        | Imed Ameur                         | 1,95 m          | Karima Ben Othman       | 1,70 m         |
| Saut à la perche       | Béchir Zaghouani                   | 5 m             | Nadia Belkhir           | 3,60 m         |
| Lancer du poids        | Mohamed Meddeb                     | 16,75 m         | Amel Ben Khaled         | 14,75 m        |
| Lancer du disque       | Hamdi Bellamine                    | 42,52 m         | Kalthoum Saâdaoui       | 51,38 m        |
| Lancer du marteau      | Saber Souid                        | 69,10 m         | Khedija Jellouz         | 46,06 m        |
| Lancer du javelot      | Maher Ridane                       | 68,78 m         | Imen Chatbri            | 46,48 m        |
| Décathlon              | Annulé                             | -               |                         |                |
| Heptathlon             |                                    |                 | Annulé                  | -              |
| Semi-marathon          |                                    |                 |                         |                |
| 20 km marche sur route | Zouhair Henia                      | 1 h 43 min 22 s | Thouraya Hamrouni       | 2 h 0 s 22     |